# Valentin Alexandrovič Serov
Valentin Alexandrovič Serov (rusky Валенти́н Алекса́ндрович Серо́в, 19. ledna 1865, Petrohrad – 5. prosince 1911, Moskva) byl ruský malíř a grafik, známý především jako portrétista. Do Ruska uvedl vlivy impresionismu (Dívka s broskvemi, 1887 a Dívka pokrytá sluncem, 1888).

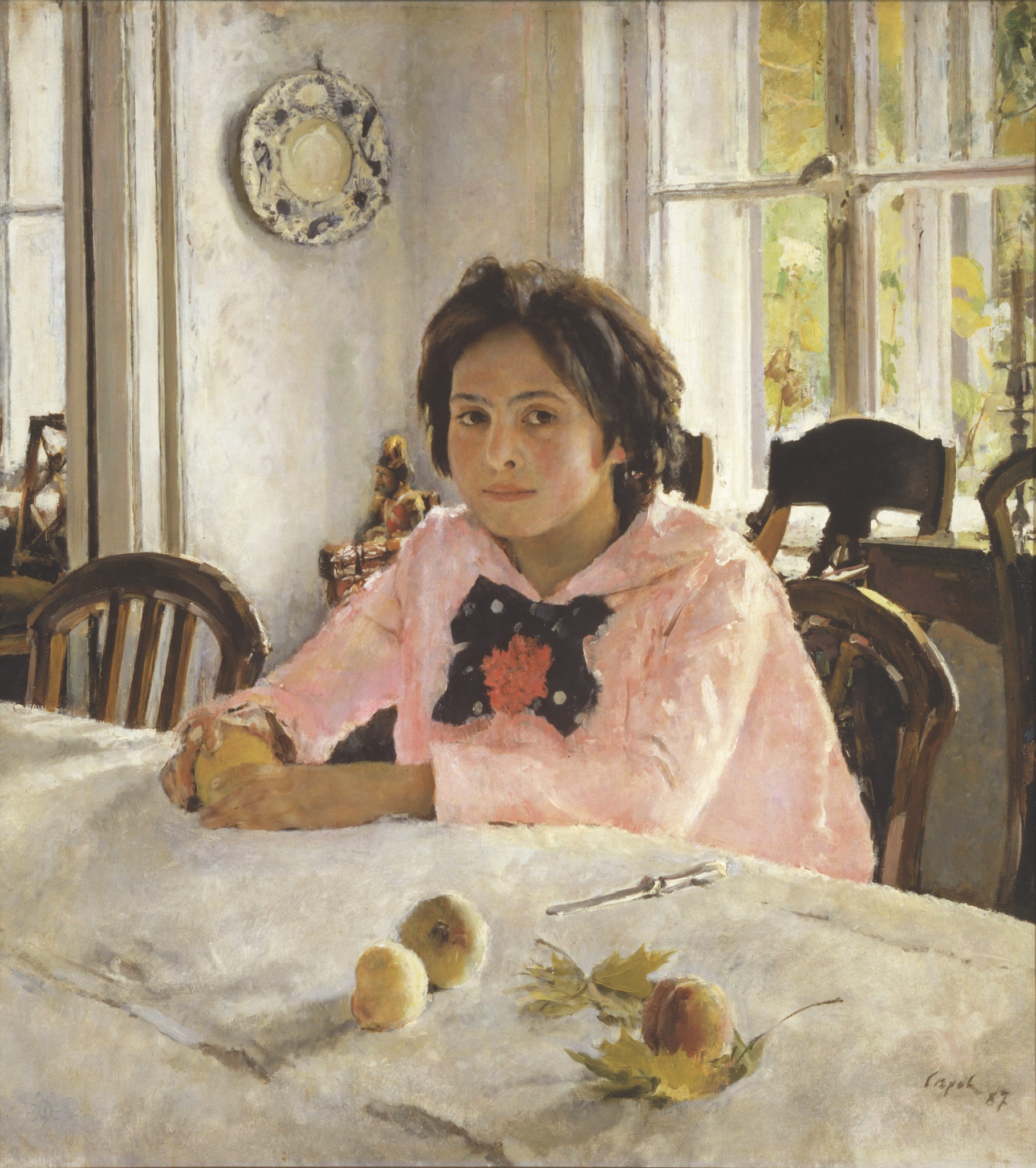
Valentin Serov: Dívka s broskvemi (1887)

Byl synem hudebních skladatelů Alexandra Serova a Valentiny Serovové. Malbu studoval u Ilji Repina a Pavla Čisťakova. Soustředil se především na portrétní tvorbu a vytvořil řadu podobizen svých známých současníků, i když se v poslední dekádě 19. století věnoval i krajinomalbě a v závěru života také historickým a mytologickým tématům. Roku 1894 se připojil k malířskému hnutí peredvižniků. V letech 1897 až 1909 byl profesorem malby v Moskvě.